# NGC 1171
NGC 1171 este o galaxie spirală situată în constelația Perseu. A fost descoperită în 4 decembrie 1880 de către Édouard Stephan⁠(d). Se află la o distanță de 24 de megaparseci de Pământ.